# Джек Лалейн
Франсуа Анрі «Джек» Лалейн (28 вересня 1914 , Сан-Франциско, Каліфорнія  — 23 січня 2011 , Морро-Бей, Каліфорнія ) — американський діяч альтернативної медицини, натуропат, дієтолог, пропагандист здорового способу життя, бізнесмен, шоумен. Вів власне шоу на ТБ на тему здоров'я з 1951 по 1985 роки. У нього є зірка в Залі Слави Каліфорнії і в Голлівудському Залі Слави.
Лалейн звинувачував надмірно оброблені харчові продукти в тому, що вони є причиною багатьох проблем зі здоров'ям. Він виступав головним чином за вегетаріанську дієту, яка включала в себе рибу.

## Життєпис
Лалейн народився у Сан-Франциско, штат Каліфорнія. Його батьки були іммігрантами з Олорон-Сент-Марі на південному заході Франції. У Франсуа Анрі був старший брат, Норман (1908—2005), який і дав йому прізвисько «Джек».
Після закінчення школи він вступив на вечірнє навчання в коледж у Сан-Франциско і отримав диплом масажиста. У 1936 році він відкрив свій власний тренажерний зал в Окленді (штат Каліфорнія). Він винайшов кілька тренажерів і заохочував жінок займатися підняттям тяжкості, хоча тоді вважалося, що це погано діє на жіночу фігуру. До 1980 року мережа розширилась до більше ніж 200 клубів. Джек продав її компанії Bally, і зараз вони відомі як «Bally Total Fitness». Джек продовжував піднімати тяжкості до самої смерті.
У 1951 році Джек Лалейн з'явився у власному фітнес-шоу на місцевому телеканалі, а з 1959 році — почав вести шоу на національному телебаченні. Це шоу продовжувало виходити на телебаченні аж до середини 1980-х. Крім цього Лалейн продавав книги і відеопрограми з фітнесу.